# 水牛厝牛將軍廟
23°29′49″N 120°23′12″E / 23.497007°N 120.386620°E
水牛厝牛將軍廟，是位於臺灣嘉義縣太保市南新水虞厝水牛公園的廟宇，以祭祀水牛聞名。

## 水牛廟
1978年12月3日，中華民國總統蔣經國巡視五聖恩主公廟的慧明牛將軍廟，因感廟宇簡陋，指示改建為具農村風味的廟宇。又囑咐時任嘉義縣長的德錡為著手擴建。為增設公園，嘉義縣府接奉指示，委請大漢工程設計公司數度在當地勘查。1988年6月5日，牛將軍廟遷到太保農村文物公園，並於上午開放，舉行祭祀水牛將軍儀式。
當日，嘉義縣長何嘉榮及省議員黃永欽共同主持獻草及獻水儀式。廟門前的水牛銅像由侯金水雕塑。用牧草、鮮花、水果、甘蔗及一桶清水作祭品。村民祭拜望讓農作物能年年大豐收。農曆十月廿一為牛將軍祭之日。
約2006年上下，有「朝聖大道」之稱的縣道159號太保端拓寬後，地方民意代表以此路線有此廟為由，要求路燈以水牛為意象，公路總局第五區工程處從善如流。2008年公園改名作「水虞厝水牛公園」，廟也被收回並建物用途登記為「紀念館」。
2010年報導，嘉義縣政府近期以「嘉義縣公有公園管理自治條例」，禁止民眾在此廟收取香油錢、從事祭祀。社區民眾認為此廟是地方公廟，平日就會供奉鮮花、水果等，但否認有收費情形，盼望縣府繼續讓社區管理。

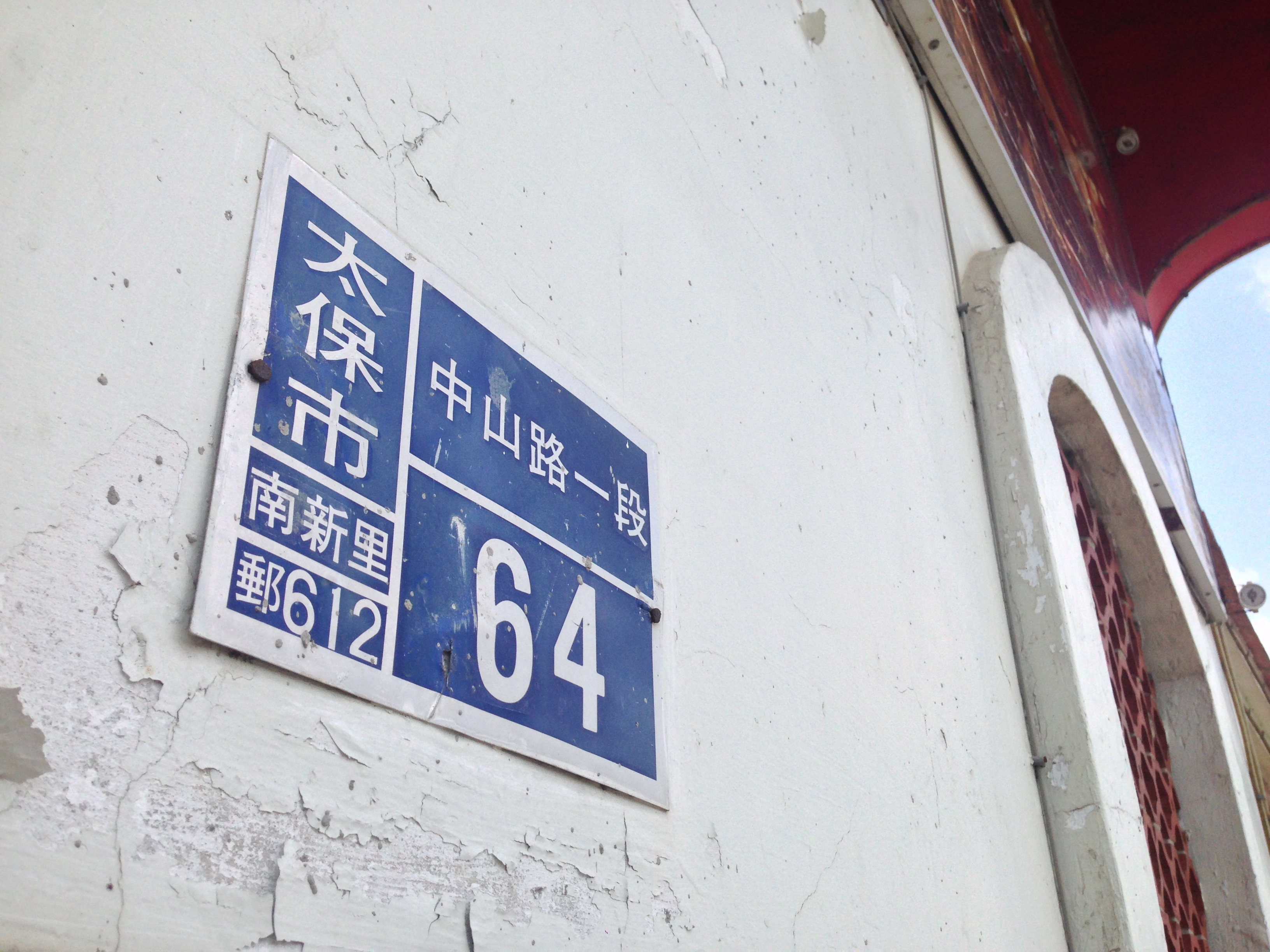
門牌為南新里中山路一段64號。
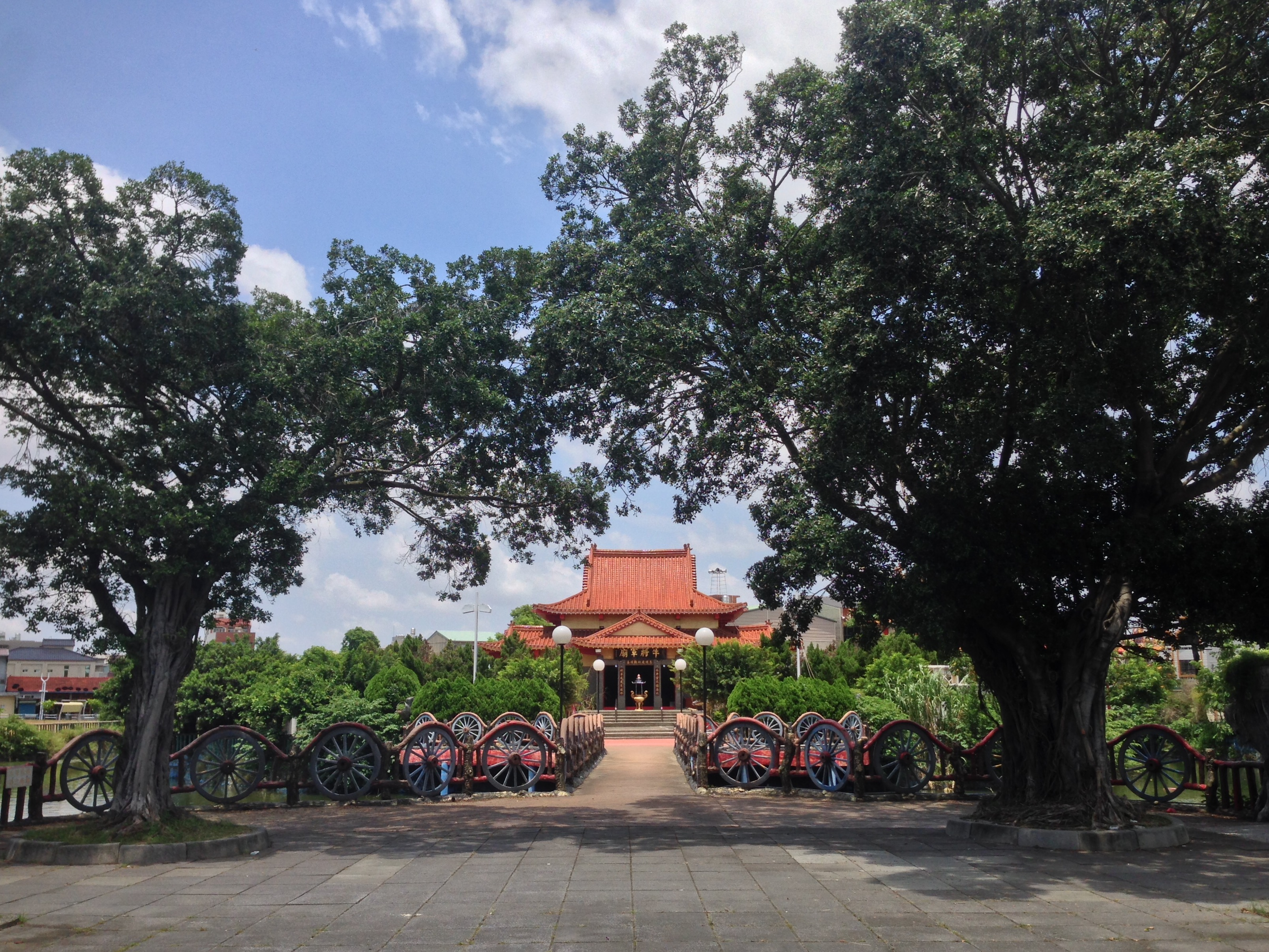
廟身遠景
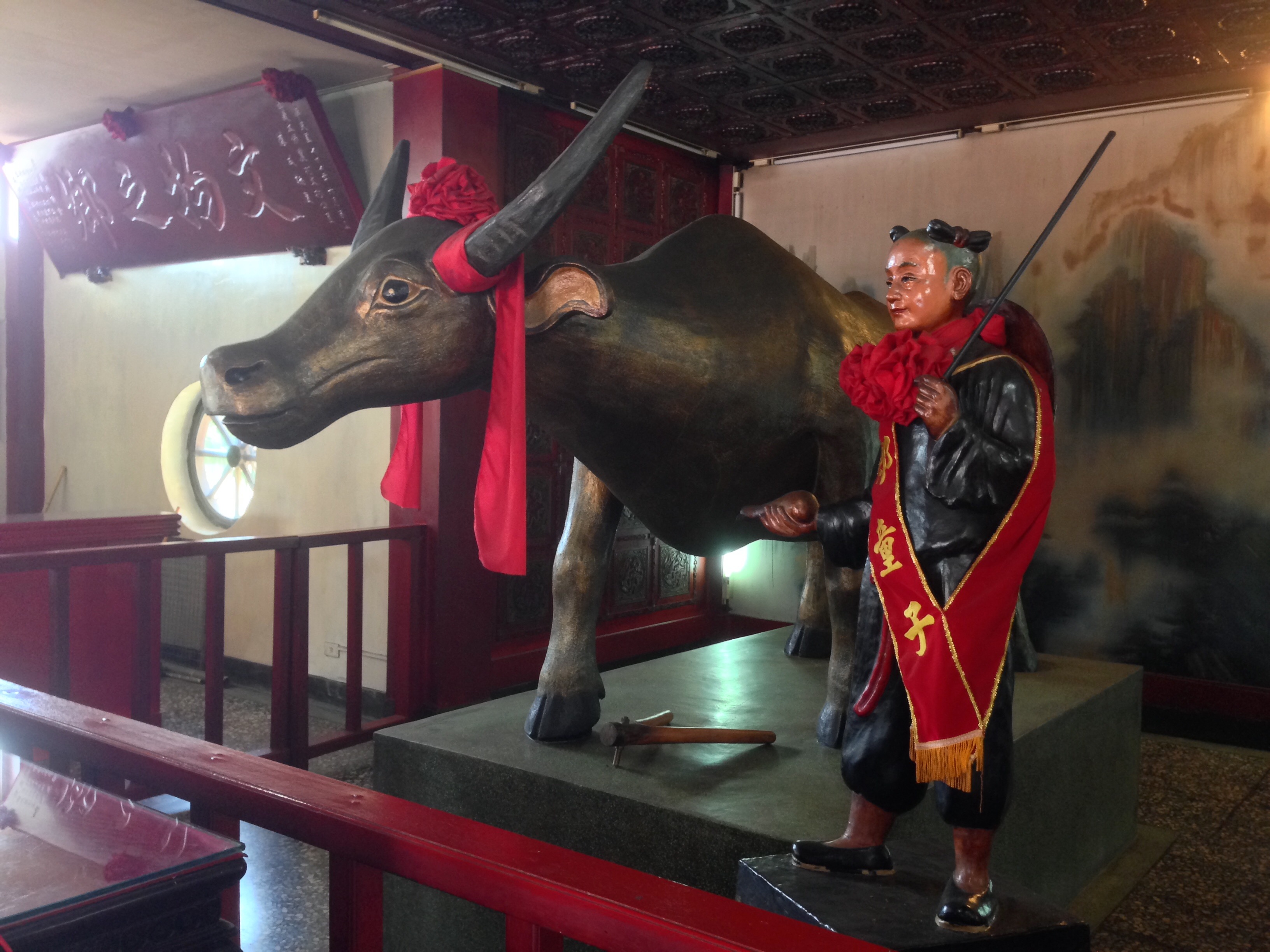
神像